# Miki Nakatani

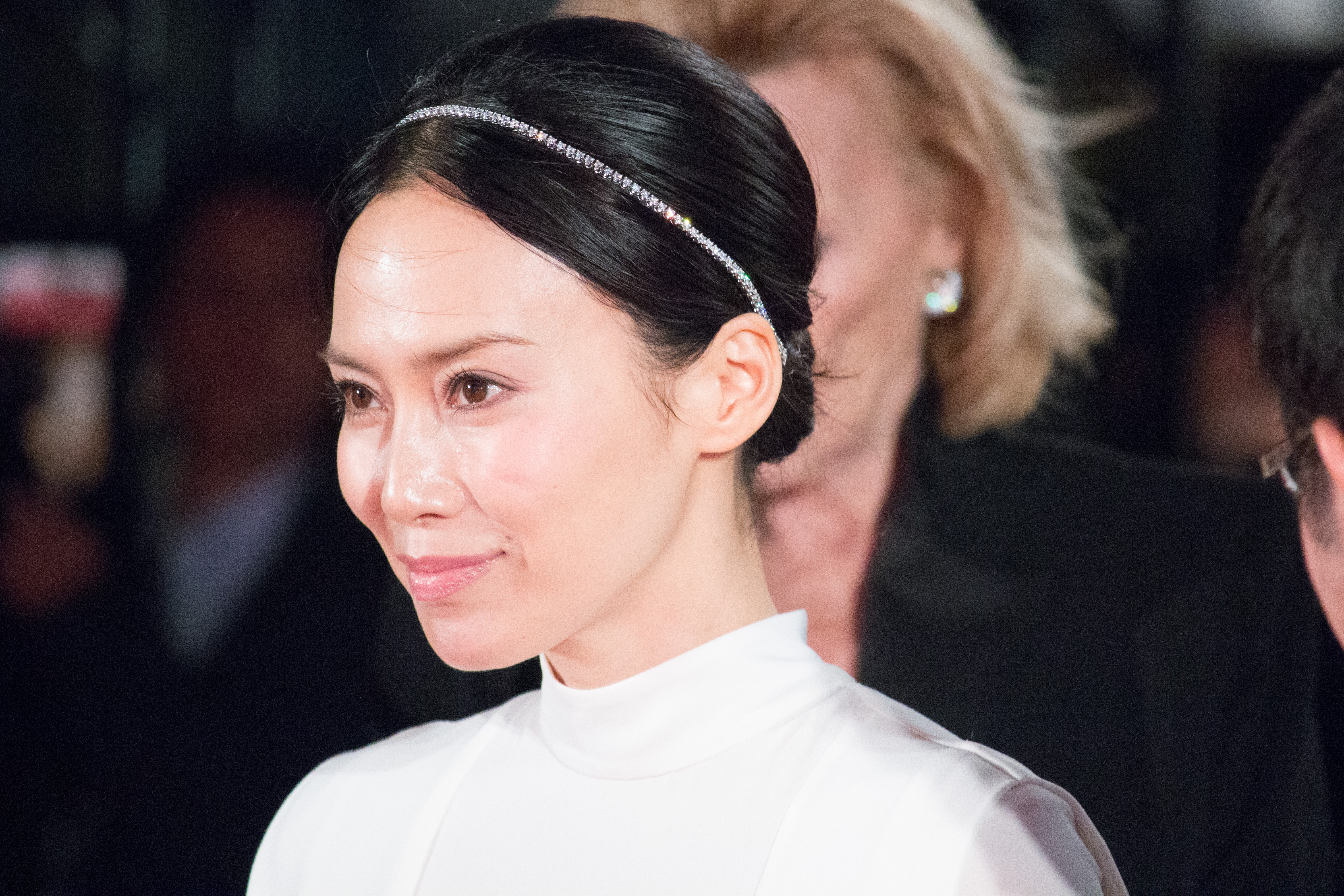
Miki Nakatani 2015

Miki Nakatani (jap. 中谷 美紀, Nakatani Miki; * 12. Januar 1976 in der Präfektur Tokio) ist eine japanische Schauspielerin und Sängerin. Seit 1993 trat sie in mehr als 60 Film- und Fernsehproduktionen in Erscheinung. International bekannt wurde sie durch ihre Rolle im Horrorfilm Ring – Das Original. 2006 gewann sie den asiatischen Filmpreis für die beste Hauptdarstellerin. Neben ihrer japanischen Muttersprache spricht Nakatani englisch, französisch und deutsch. Sie ist seit 2018 mit dem deutschen Kammermusiker Thilo Fechner verheiratet.

## Ausgewählte Filmografie

### Filme
- Berlin (1995) – Kyoko
- Daishitsuren (1995)
- Ring – Das Original (1998) – Mai Takano
- Memories of Matsuko (2006) – Matsuko Kawajiri
- Seide (2007) – Madame Blanche
- Real (2013) – Eiko Aihara
- The Kiyosu Conference (2013) – Nene
- Ask This of Rikyu (2013) – Souon
- The World of Kanako (2014) – Rie Azuma
- Tsukuroi Tatsu Hito (2015)

### Fernsehen
- Jin (2009) – Miki Tomonaga/Nokaze
- Beautiful Rain (2012) – Akane Nishiwaki
- Gunshi Kanbei (2014) – Teru
- Ghostwriter (2015) – Risa Tono
- IQ246 (2016) – Tomomi Morimoto
- Kataomoi (2017)
- Followers (2020) – Limi Nara